# Krkanka-Strádovské peklo
Krkanka-Strádovské peklo este o arie protejată (arie specială de conservare — SAC, sit de importanță comunitară — SCI) din Republica Cehă întinsă pe o suprafață de 277,49 ha, integral pe uscat.

## Localizare
Centrul sitului Krkanka-Strádovské peklo este situat la coordonatele 49°51′09″N 15°46′18″E / 49.8525°N 15.771667°E.

## Înființare
Situl Krkanka-Strádovské peklo a fost declarat sit de importanță comunitară în noiembrie 2009 pentru a proteja 1 specie de animale. Situl a fost protejat și ca arie specială de conservare în iulie 2012.

## Biodiversitate
Situată în ecoregiunea continentală, aria protejată conține 5 habitate naturale: Păduri de fag Luzulo-Fagetum, Păduri de fag Asperulo-Fagetum, Fânețe de joasă altitudine (Alopecurus pratensis, Sanguisorba officinalis), Păduri pe pante, grohotișuri și ravene de Tilio-Acerion, Pante stâncoase silicioase cu vegetație casmofită.
La baza desemnării sitului se află o specie protejată de  pești: zglăvoacă (Cottus gobio).